# ウォベス (グミナ)

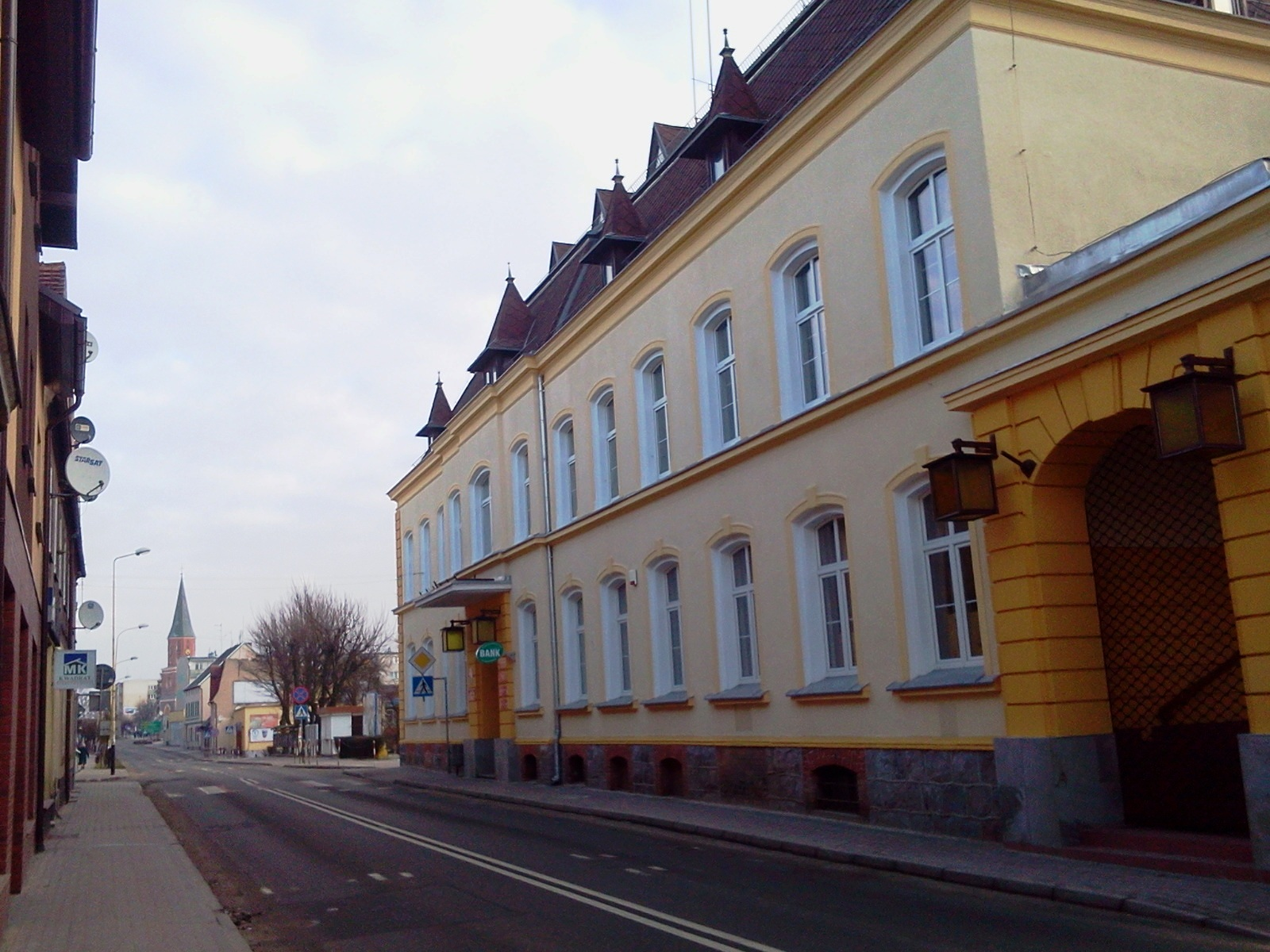

グミナ・ウォベス（波: Gmina Łobez）とは、ポーランドの北西部西ポモージェ県ウォベス郡に位置する「グミナ」（市町村区に相当する基礎的自治体）である。この都市はポーランドの首都であるワルシャワから370 km程離れ、西ポモージェ県の県都シュチェチンから70 km程離れている。中心地はウォベスの町である。
面積は約228 km2で、標高は76 m、人口はおよそ10,400人である（2014年現在）。